# Mustapha Zitouni
Mustapha Zitouni   (Alger, 19 d'octubre de 1928 - Niça, 5 de gener de 2014) fou un futbolista algerià de la dècada de 1950.
Fou internacional amb la selecció de futbol de França i amb la selecció d'Algèria.
Pel que fa a clubs, destacà a Olympique Musulmane de Saint-Eugène, AS Cannes i AS Monaco.